# سی‌آرآرسی دالیان
 شرکت سی‌آرآرسی دالیان، اغلب به اختصار DLoco، یک شرکت واقع در دالیان، استان لیائونینگ چین است که لوکوموتیوهای ریلی، قطارهای خودگرانشی و موتورهای دیزلی تولید می‌کند. این شرکت در سال ۱۸۹۹ در جریان ساخت راه‌آهن شرقی چین تأسیس شد. 

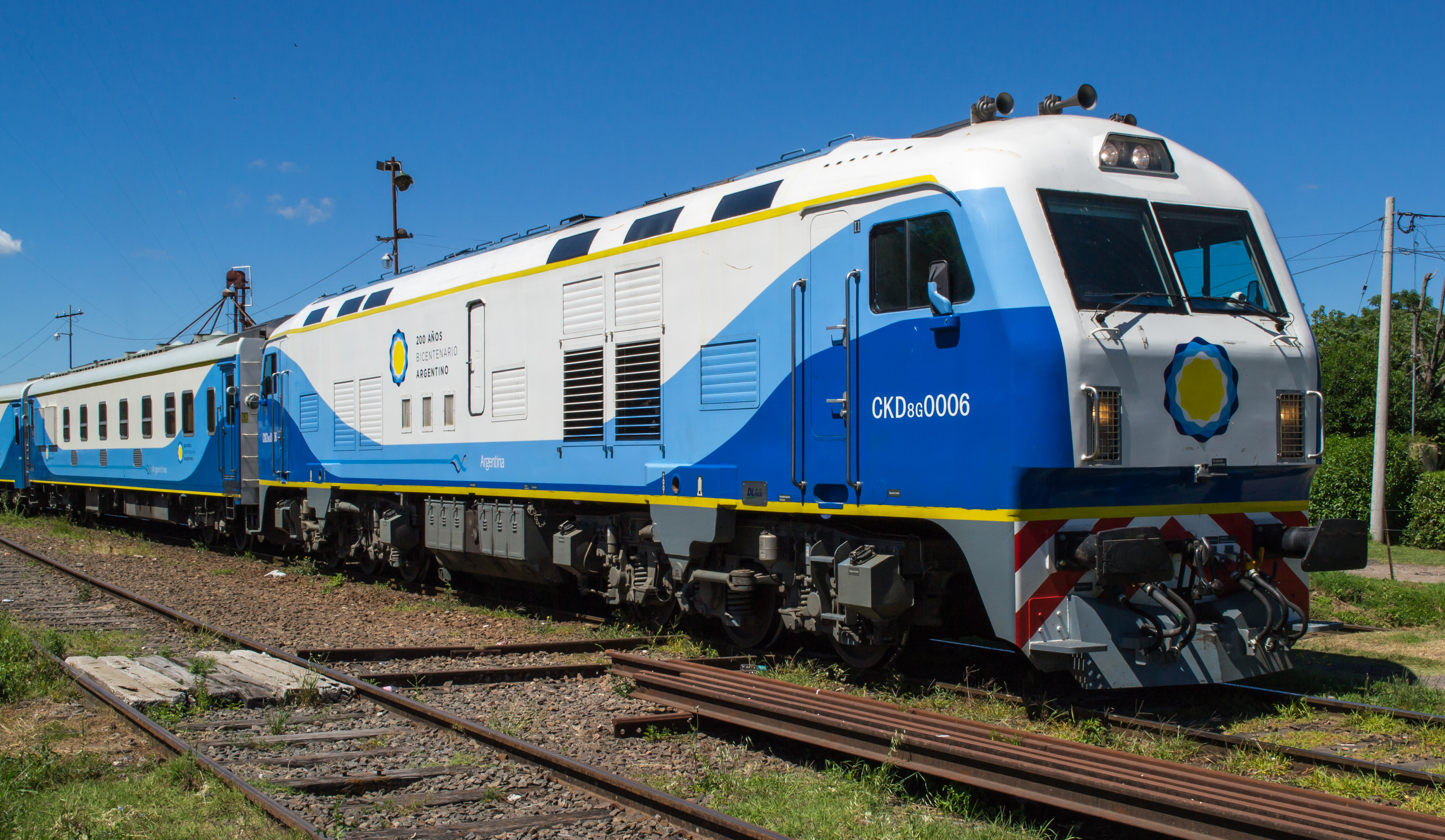
یک لوکوموتیو دیزل الکتریکی CKD8 که در آرژانتین برای Trenes Argentinos فعالیت می‌کند.
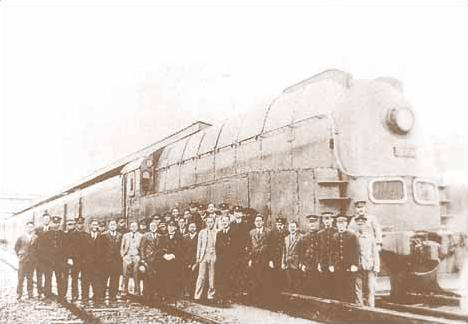
لوکوموتیو کلاس Pachina برای آسیا اکسپرس در سال 1934
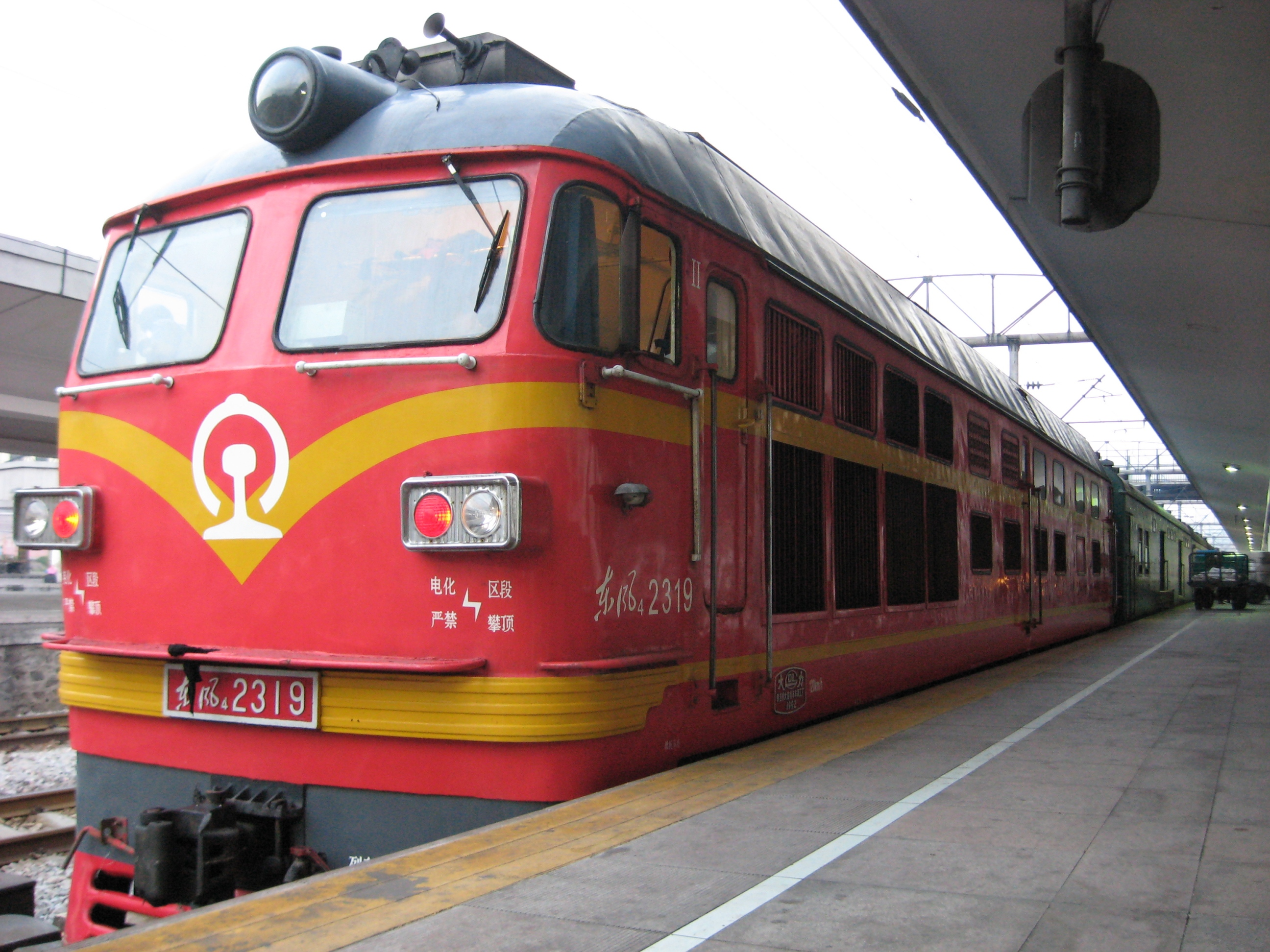
لوکوموتیو دیزلی DF4B